# بير هولم كنودسن
بير هولم كنودسن (بالدنماركية: Per Holm Knudsen)‏ هو كاتب وكاتب للأطفال دنماركي، ولد في 18 ديسمبر 1945.

## وصلات خارجية
- الموقع الرسمي